# 2067 Aksnes
2067 Aksnes (1936 DD) là một tiểu hành tinh nằm ở rìa ngoài của vành đai chính được phát hiện ngày 23 tháng 2 năm 1936 bởi Yrjö Väisälä ở Turku.